# توته گومز
توته گومز (انگلیسی: Tote Gomes؛ زادهٔ ۱۶ ژانویهٔ ۱۹۹۹) که با نام توتی نیز شناخته می‌شود، بازیکن فوتبال است.
از باشگاه‌هایی که در آن بازی کرده‌است می‌توان به باشگاه ورزشی اشتوریل پرایا اشاره کرد.
وی همچنین در تیم ملی فوتبال زیر ۲۰ سال پرتغال بازی کرده‌است.

## دوران باشگاهی
توته اولین بازی خود در لیگا پرو را برای باشگاه ورزشی اشتوریل پرایا در ۵ مه ۲۰۱۹ در بازی مقابل باشگاه فوتبال آکادمیکو ویزئو انجام داد.
در ۲ سپتامبر ۲۰۲۲، توته توسط تیم لیگ برتری ولورهمپتون واندررز جذب شد و بلافاصله برای فصل ۲۰۲۰–۲۰۲۱ به تیمی از چلنج لیگ فوتبال سوئیس، گراس هاپر قرض داده‌شد. اولین حضور او برای باشگاه سوئیسی، شروعی در بازی افتتاحیه، مقابل وینترتور بود که گراس‌هاپر برنده شد. او اولین گل را برای تیم سوئیسی در جریان باخت ۵-۲ مقابل باشگاه فوتبال کرینز به ثمر رساند.

پس از رقابت صعود با باشگاه فوتبال وینترتور، که منجر به صعود گراس‌هاپر به سوپر لیگ فوتبال سوئیس شد، توته یک فصل قرضی دیگر در گراس‌هاپر ماندگار شد. او نیمه اول فصل ۲۰۲۱–۲۰۲۲ را در گراس‌هاپر گذراند، اما سپس توسط باشگاه اصلی فراخوانده شد تا قبل از بازگشت احتمالی به سوئیس، ماه ژانویه را در ولورهمپتون تمرین کند. 

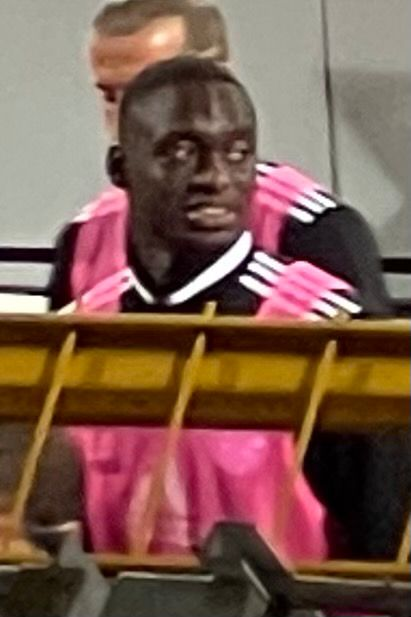
توته گومز در سال ۲۰۲۱

توته اولین بازی خود را برای وولورهمپتون در تاریخ ۱۵ ژانویه ۲۰۲۲ در پیروزی ۳–۱ در لیگ برتر مقابل باشگاه فوتبال ساوت‌همپتون در ورزشگاه مالینیو انجام داد. در ۲۱ مارس ۲۰۲۲، توتی قرارداد جدیدی را تا سال ۲۰۲۷ با وولوز امضا کرد.